# شهرك رجايي (مقاطعة تشالوس)
شهرك رجايي (بالإنجليزية: Shahrak-e Shahid Rejai, Mazandaran)‏ هي منطقة سكنية تقع في مازندران في إيران. يقدر عدد سكانها بـ 460 نسمة .